# Theodor Reye
Karl Theodor Reye (Ritzebüttel, 20 giugno 1838 – Würzburg, 2 luglio 1919) è stato un matematico tedesco.
Contribuì alla geometria, in particolare alla geometria proiettiva e alla geometria sintetica. È meglio conosciuto per la sua introduzione di configurazioni nella seconda edizione del suo libro, Geometrie der Lage (,1876). La configurazione di Reye di 12 punti, 12 piani e 16 linee prende il nome da lui. 
Reye sviluppò anche una nuova soluzione alla seguente estensione tridimensionale del problema di Apollonio.

## Carriera
Reye conseguì il dottorato presso l'Università di Gottinga nel 1861. La sua dissertazione fu intitolata "Die mechanische Wärme-Theorie und das Spannungsgesetz der Gase" (La teoria meccanica del calore e la legge potenziale dei gas).
Il lavoro di Reye influenzò in seguito il lavoro di Corrado Segre.